# (35440) 1998 BG30
1998 BG30 (asteroide 35440) é um asteroide da cintura principal. Possui uma excentricidade de 0.24230430 e uma inclinação de 6.26765º.
Este asteroide foi descoberto no dia 29 de janeiro de 1998 por Paul G. Comba em Prescott.